# Taourou
Taourou est une localité du Cameroun située dans l'arrondissement de Bogo, le département du Diamaré et la région de l’Extrême-Nord. Elle fait partie du lawanat de Sedek.

## Population
En 1975, Taourou Zeilani comptait 65 habitants, des Peuls.
Lors du recensement de 2005, on y a dénombré 136 personnes.